# Legião Cearense do Trabalho
A Legião Cearense do Trabalho foi um movimento político brasileiro de extrema-direita de caráter fascista, corporativista, anticapitalista e anticomunista que foi fundada pelo militar e escritor integralista Severino Sombra no estado do Ceará em 23 de agosto de 1931, logo após a Revolução de 1930, e atuou até a sua agregação à Ação Integralista Brasileira, em 1932.

## História Partidária

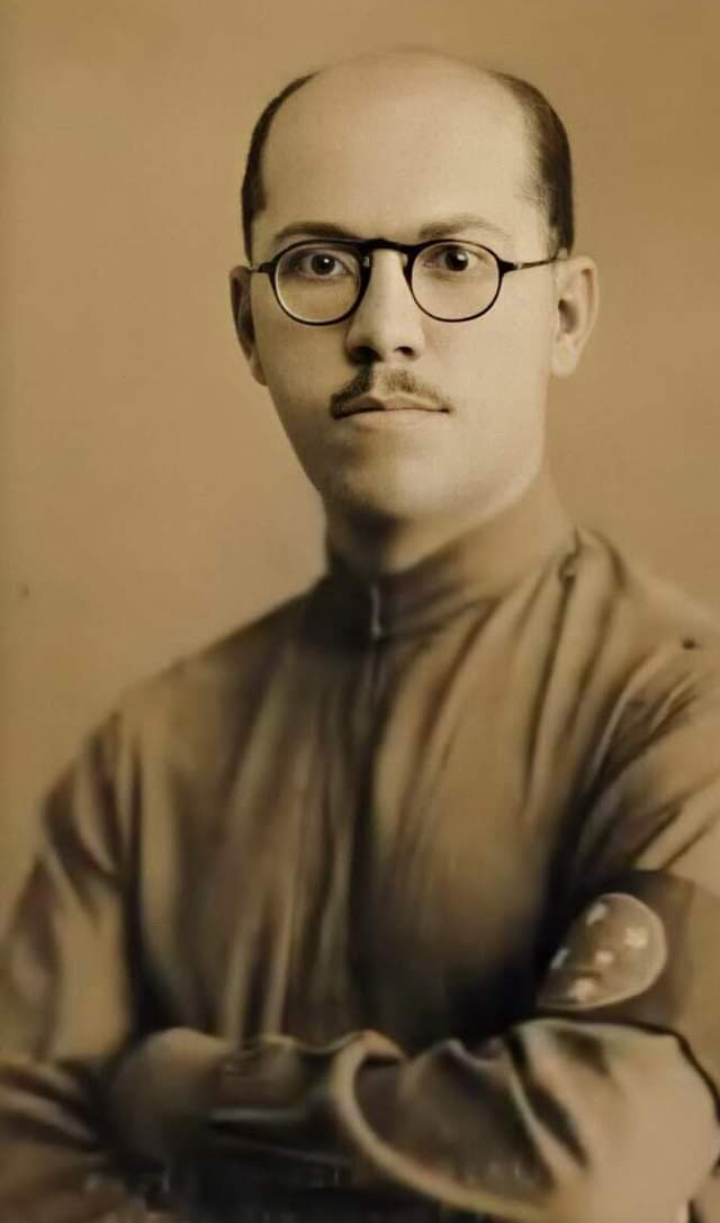
Severino Sombra com o uniforme da Legião Cearense do Trabalho

A Legião Cearense do Trabalho (LCT) foi fundada no dia 23 de agosto de 1931, pelo escritor e militar Severino Sombra. A LCT defendia, entre outras coisas, a implantação do contrato coletivo onde estivesse fixado o salário vital, as horas de trabalho e o repouso dominical.
Em 20 de fevereiro de 1932, a LCT promoveu manifestação de solidariedade ao Interventor Carneiro de Mendonça, no incidente com o jornal A Nação.
Termina, em 6 de abril de 1932, a greve dos operários da Light, e a LCT organiza uma concentração, em regozijo pela vitória dos grevistas, representados no Rio de Janeiro por Waldemar Falcão.
Existiu até outubro de 1932, quando Hélder Câmara e Jeová Mota, agindo em substituição à Severino Sombra, que havia sido exilado após tentar apoiar a Revolução Constitucionalista de 1932 no Ceará, aprovaram a incorporação da LCT à recém-fundada Ação Integralista Brasileira, chefiada por Plínio Salgado.
Em sessão do dia 9 de agosto de 1933, resolvem por unanimidade apoiar o Integralismo.
O Sindicato dos Pequenos Funcionários Públicos Federais desliga-se da Legião Cearense do Trabalho, por não apoiar o Integralismo, adotado pela mesma.

## Simbologia
Como símbolo, a LCT utilizava uma bandeira formada de um retângulo verde e um losango amarelo, idênticos aos da Bandeira Nacional, tendo no centro um círculo branco e, no meio deste, um braço empunhando a balança como símbolo da busca por justiça social.
Os militantes da LCT vestiam calças brancas e um blusão de operário, e saudação utilizada pelos partidários era a palavra "pronto" entoada ao chefe no início dos seus discursos.